# Winikon
Winikon és un antic municipi suís a la vall del Thur. L'1 de gener de 2009 es va incorporar a Triengen, del districte de Sursee. El número de l'OFS era el 1106. L'any 2000 tenia 788 habitants. El primer esment Winicon data del 1178.